# Route nationale 364
Pour les articles homonymes, voir Route 364.
La route nationale 364 ou RN 364 était une route nationale française reliant Landrecies à Anor. À la suite de la réforme de 1972, elle a été déclassée en RD 964.

## Ancien tracé de Landrecies à Anor (D 964)
- Landrecies (km 0)
- Le Favril (km 2)
- Prisches (km 7)
- Cartignies (km 13)
- Étrœungt (km 22)
- Rocquigny (km 27)
- Wignehies (km 29)
- Fourmies (km 32)
- Anor (km 37)